# Lundkrämskinn
Lundkrämskinn (Gloeohypochnicium analogum) är en svampart som först beskrevs av Bourdot & Galzin, och fick sitt nu gällande namn av Hjortstam 1987. Enligt Catalogue of Life ingår Lundkrämskinn i släktet Gloeohypochnicium, ordningen Russulales, klassen Agaricomycetes, divisionen basidiesvampar och riket svampar, men enligt Dyntaxa är tillhörigheten istället släktet Gloeohypochnicium, familjen Meruliaceae, ordningen Polyporales, klassen Agaricomycetes, divisionen basidiesvampar och riket svampar. Arten är reproducerande i Sverige. Inga underarter finns listade i Catalogue of Life.